# Smolusznik jodłowy
Smolusznik jodłowy (Podofomes trogii (Fr.) Pouzar) – gatunek grzybów z rzędu żagwiowców (Polyporales).

## Systematyka i nazewnictwo
Pozycja w klasyfikacji według Index Fungorum: Podofomes, Polyporaceae, Polyporales, Incertae sedis, Agaricomycetes, Agaricomycotina, Basidiomycota, Fungi.
Gatunek ten opisał w 1851 roku Elias Fries, nadając mu nazwę Polyporus trogii. Obecną, uznaną przez Index Fungorum nazwę nadał mu Zdeněk Pouzar w 1971.
Stanisław Domański w 1967 r. nadał mu polską nazwę smolucha pomarszczona, Władysław Wojewoda w 2003 r. zaproponował nazwę smolusznik jodłowy.

## Występowanie i siedlisko
Gatunek występuje w Europie (w tym w Polsce), znane jest też jedno wystąpienie w Azji środkowej.
Nadrzewny grzyb saprotroficzny. Występuje w lasach mieszanych na martwym drewnie: na korzeniach, pniach i pniakach jodły, nisko przy ziemi. Powoduje białą zgniliznę drewna.